# ستيفن كوبر (لاعب هوكي جليد)
ستيفن كوبر (بالإنجليزية: Stephen Cooper)‏ هو لاعب هوكي جليد بريطاني، ولد في 11 نوفمبر 1966 في درم في المملكة المتحدة.

## وصلات خارجية
- ستيفن كوبر على موقع EliteProspects.com (الإنجليزية)
- ستيفن كوبر على موقع HockeyDB.com (الإنجليزية)